# 33e division d'infanterie (Royaume-Uni)
Pour les articles homonymes, voir 33e division.

La 33e division était une division d'infanterie du Kitchener's Army de l'Armée britannique.

## Historique
Elle est formée en 1914 pendant la Première Guerre mondiale. La division fait partie intégrante de l'armée de réserve du K4 en octobre 1914 avant d'être dissoute en avril 1915, date à laquelle la 40e division de l'armée K5 devient la 33e de l'armée K4. La 33e est déployée en France en novembre 1915 et passe une grande partie de la Grande Guerre sur le front de l'ouest,.